# Unicodeblock Dsanabadsar-Quadratschrift
Der Unicodeblock Dsanabadsar-Quadratschrift (engl.: Zanabazar Square, U+11A00 bis U+11A4F) enthält die von Dsanabadsar entwickelte Horizontale Quadratschrift zum Schreiben des Mongolischen.

## Tabelle
Der Block ist erst mit Standard 10.0.0 definiert und deshalb dürfte es bisher kaum Fonts für die Darstellung geben.
| Unicodenummer   | Zeichen (400 %) | Kategorie                               | Bidirektionale Klasse       | Offizielle Bezeichnung                          | Beschreibung                                                   |
| --------------- | --------------- | --------------------------------------- | --------------------------- | ----------------------------------------------- | -------------------------------------------------------------- |
| U+11A00 (72192) | 𑨀               | anderer Buchstabe, Silbe oder Ideogramm | links nach rechts           | ZANABAZAR SQUARE LETTER A                       | Dsanabadsar-Quadratschrift-Buchstabe A                         |
| U+11A01 (72193) | 𑨁                | Markierung ohne Extrabreite             | Markierung ohne Extrabreite | ZANABAZAR SQUARE VOWEL SIGN I                   | Dsanabadsar-Quadratschrift-Vokalzeichen I                      |
| U+11A02 (72194) | 𑨂                | Markierung ohne Extrabreite             | Markierung ohne Extrabreite | ZANABAZAR SQUARE VOWEL SIGN UE                  | Dsanabadsar-Quadratschrift-Vokalzeichen Ue                     |
| U+11A03 (72195) | 𑨃                | Markierung ohne Extrabreite             | Markierung ohne Extrabreite | ZANABAZAR SQUARE VOWEL SIGN U                   | Dsanabadsar-Quadratschrift-Vokalzeichen U                      |
| U+11A04 (72196) | 𑨄                | Markierung ohne Extrabreite             | Markierung ohne Extrabreite | ZANABAZAR SQUARE VOWEL SIGN E                   | Dsanabadsar-Quadratschrift-Vokalzeichen E                      |
| U+11A05 (72197) | 𑨅                | Markierung ohne Extrabreite             | Markierung ohne Extrabreite | ZANABAZAR SQUARE VOWEL SIGN OE                  | Dsanabadsar-Quadratschrift-Vokalzeichen Oe                     |
| U+11A06 (72198) | 𑨆                | Markierung ohne Extrabreite             | Markierung ohne Extrabreite | ZANABAZAR SQUARE VOWEL SIGN O                   | Dsanabadsar-Quadratschrift-Vokalzeichen O                      |
| U+11A07 (72199) | 𑨇                | Markierung mit Extrabreite              | links nach rechts           | ZANABAZAR SQUARE VOWEL SIGN AI                  | Dsanabadsar-Quadratschrift-Vokalzeichen Ai                     |
| U+11A08 (72200) | 𑨈                | Markierung mit Extrabreite              | links nach rechts           | ZANABAZAR SQUARE VOWEL SIGN AU                  | Dsanabadsar-Quadratschrift-Vokalzeichen Au                     |
| U+11A09 (72201) | 𑨉                | Markierung ohne Extrabreite             | Markierung ohne Extrabreite | ZANABAZAR SQUARE VOWEL SIGN REVERSED I          | Dsanabadsar-Quadratschrift-Vokalzeichen umgekehrtes I          |
| U+11A0A (72202) | 𑨊                | Markierung ohne Extrabreite             | Markierung ohne Extrabreite | ZANABAZAR SQUARE VOWEL LENGTH MARK              | Dsanabadsar-Quadratschrift-Vokallängenzeichen                  |
| U+11A0B (72203) | 𑨋               | anderer Buchstabe, Silbe oder Ideogramm | links nach rechts           | ZANABAZAR SQUARE LETTER KA                      | Dsanabadsar-Quadratschrift-Buchstabe Ka                        |
| U+11A0C (72204) | 𑨌               | anderer Buchstabe, Silbe oder Ideogramm | links nach rechts           | ZANABAZAR SQUARE LETTER KHA                     | Dsanabadsar-Quadratschrift-Buchstabe Kha                       |
| U+11A0D (72205) | 𑨍               | anderer Buchstabe, Silbe oder Ideogramm | links nach rechts           | ZANABAZAR SQUARE LETTER GA                      | Dsanabadsar-Quadratschrift-Buchstabe Ga                        |
| U+11A0E (72206) | 𑨎               | anderer Buchstabe, Silbe oder Ideogramm | links nach rechts           | ZANABAZAR SQUARE LETTER GHA                     | Dsanabadsar-Quadratschrift-Buchstabe Gha                       |
| U+11A0F (72207) | 𑨏               | anderer Buchstabe, Silbe oder Ideogramm | links nach rechts           | ZANABAZAR SQUARE LETTER NGA                     | Dsanabadsar-Quadratschrift-Buchstabe Nga                       |
| U+11A10 (72208) | 𑨐               | anderer Buchstabe, Silbe oder Ideogramm | links nach rechts           | ZANABAZAR SQUARE LETTER CA                      | Dsanabadsar-Quadratschrift-Buchstabe Ca                        |
| U+11A11 (72209) | 𑨑               | anderer Buchstabe, Silbe oder Ideogramm | links nach rechts           | ZANABAZAR SQUARE LETTER CHA                     | Dsanabadsar-Quadratschrift-Buchstabe Cha                       |
| U+11A12 (72210) | 𑨒               | anderer Buchstabe, Silbe oder Ideogramm | links nach rechts           | ZANABAZAR SQUARE LETTER JA                      | Dsanabadsar-Quadratschrift-Buchstabe Ja                        |
| U+11A13 (72211) | 𑨓               | anderer Buchstabe, Silbe oder Ideogramm | links nach rechts           | ZANABAZAR SQUARE LETTER NYA                     | Dsanabadsar-Quadratschrift-Buchstabe Nya                       |
| U+11A14 (72212) | 𑨔               | anderer Buchstabe, Silbe oder Ideogramm | links nach rechts           | ZANABAZAR SQUARE LETTER TTA                     | Dsanabadsar-Quadratschrift-Buchstabe Tta                       |
| U+11A15 (72213) | 𑨕               | anderer Buchstabe, Silbe oder Ideogramm | links nach rechts           | ZANABAZAR SQUARE LETTER TTHA                    | Dsanabadsar-Quadratschrift-Buchstabe Ttha                      |
| U+11A16 (72214) | 𑨖               | anderer Buchstabe, Silbe oder Ideogramm | links nach rechts           | ZANABAZAR SQUARE LETTER DDA                     | Dsanabadsar-Quadratschrift-Buchstabe Dda                       |
| U+11A17 (72215) | 𑨗               | anderer Buchstabe, Silbe oder Ideogramm | links nach rechts           | ZANABAZAR SQUARE LETTER DDHA                    | Dsanabadsar-Quadratschrift-Buchstabe Ddha                      |
| U+11A18 (72216) | 𑨘               | anderer Buchstabe, Silbe oder Ideogramm | links nach rechts           | ZANABAZAR SQUARE LETTER NNA                     | Dsanabadsar-Quadratschrift-Buchstabe Nna                       |
| U+11A19 (72217) | 𑨙               | anderer Buchstabe, Silbe oder Ideogramm | links nach rechts           | ZANABAZAR SQUARE LETTER TA                      | Dsanabadsar-Quadratschrift-Buchstabe Ta                        |
| U+11A1A (72218) | 𑨚               | anderer Buchstabe, Silbe oder Ideogramm | links nach rechts           | ZANABAZAR SQUARE LETTER THA                     | Dsanabadsar-Quadratschrift-Buchstabe Tha                       |
| U+11A1B (72219) | 𑨛               | anderer Buchstabe, Silbe oder Ideogramm | links nach rechts           | ZANABAZAR SQUARE LETTER DA                      | Dsanabadsar-Quadratschrift-Buchstabe Da                        |
| U+11A1C (72220) | 𑨜               | anderer Buchstabe, Silbe oder Ideogramm | links nach rechts           | ZANABAZAR SQUARE LETTER DHA                     | Dsanabadsar-Quadratschrift-Buchstabe Dha                       |
| U+11A1D (72221) | 𑨝               | anderer Buchstabe, Silbe oder Ideogramm | links nach rechts           | ZANABAZAR SQUARE LETTER NA                      | Dsanabadsar-Quadratschrift-Buchstabe Na                        |
| U+11A1E (72222) | 𑨞               | anderer Buchstabe, Silbe oder Ideogramm | links nach rechts           | ZANABAZAR SQUARE LETTER PA                      | Dsanabadsar-Quadratschrift-Buchstabe Pa                        |
| U+11A1F (72223) | 𑨟               | anderer Buchstabe, Silbe oder Ideogramm | links nach rechts           | ZANABAZAR SQUARE LETTER PHA                     | Dsanabadsar-Quadratschrift-Buchstabe Pha                       |
| U+11A20 (72224) | 𑨠               | anderer Buchstabe, Silbe oder Ideogramm | links nach rechts           | ZANABAZAR SQUARE LETTER BA                      | Dsanabadsar-Quadratschrift-Buchstabe Ba                        |
| U+11A21 (72225) | 𑨡               | anderer Buchstabe, Silbe oder Ideogramm | links nach rechts           | ZANABAZAR SQUARE LETTER BHA                     | Dsanabadsar-Quadratschrift-Buchstabe Bha                       |
| U+11A22 (72226) | 𑨢               | anderer Buchstabe, Silbe oder Ideogramm | links nach rechts           | ZANABAZAR SQUARE LETTER MA                      | Dsanabadsar-Quadratschrift-Buchstabe Ma                        |
| U+11A23 (72227) | 𑨣               | anderer Buchstabe, Silbe oder Ideogramm | links nach rechts           | ZANABAZAR SQUARE LETTER TSA                     | Dsanabadsar-Quadratschrift-Buchstabe Tsa                       |
| U+11A24 (72228) | 𑨤               | anderer Buchstabe, Silbe oder Ideogramm | links nach rechts           | ZANABAZAR SQUARE LETTER TSHA                    | Dsanabadsar-Quadratschrift-Buchstabe Tsha                      |
| U+11A25 (72229) | 𑨥               | anderer Buchstabe, Silbe oder Ideogramm | links nach rechts           | ZANABAZAR SQUARE LETTER DZA                     | Dsanabadsar-Quadratschrift-Buchstabe Dza                       |
| U+11A26 (72230) | 𑨦               | anderer Buchstabe, Silbe oder Ideogramm | links nach rechts           | ZANABAZAR SQUARE LETTER DZHA                    | Dsanabadsar-Quadratschrift-Buchstabe Dzha                      |
| U+11A27 (72231) | 𑨧               | anderer Buchstabe, Silbe oder Ideogramm | links nach rechts           | ZANABAZAR SQUARE LETTER ZHA                     | Dsanabadsar-Quadratschrift-Buchstabe Zha                       |
| U+11A28 (72232) | 𑨨               | anderer Buchstabe, Silbe oder Ideogramm | links nach rechts           | ZANABAZAR SQUARE LETTER ZA                      | Dsanabadsar-Quadratschrift-Buchstabe Za                        |
| U+11A29 (72233) | 𑨩               | anderer Buchstabe, Silbe oder Ideogramm | links nach rechts           | ZANABAZAR SQUARE LETTER -A                      | Dsanabadsar-Quadratschrift-Buchstabe -a                        |
| U+11A2A (72234) | 𑨪               | anderer Buchstabe, Silbe oder Ideogramm | links nach rechts           | ZANABAZAR SQUARE LETTER YA                      | Dsanabadsar-Quadratschrift-Buchstabe Ya                        |
| U+11A2B (72235) | 𑨫               | anderer Buchstabe, Silbe oder Ideogramm | links nach rechts           | ZANABAZAR SQUARE LETTER RA                      | Dsanabadsar-Quadratschrift-Buchstabe Ra                        |
| U+11A2C (72236) | 𑨬               | anderer Buchstabe, Silbe oder Ideogramm | links nach rechts           | ZANABAZAR SQUARE LETTER LA                      | Dsanabadsar-Quadratschrift-Buchstabe La                        |
| U+11A2D (72237) | 𑨭               | anderer Buchstabe, Silbe oder Ideogramm | links nach rechts           | ZANABAZAR SQUARE LETTER VA                      | Dsanabadsar-Quadratschrift-Buchstabe Va                        |
| U+11A2E (72238) | 𑨮               | anderer Buchstabe, Silbe oder Ideogramm | links nach rechts           | ZANABAZAR SQUARE LETTER SHA                     | Dsanabadsar-Quadratschrift-Buchstabe Sha                       |
| U+11A2F (72239) | 𑨯               | anderer Buchstabe, Silbe oder Ideogramm | links nach rechts           | ZANABAZAR SQUARE LETTER SSA                     | Dsanabadsar-Quadratschrift-Buchstabe Ssa                       |
| U+11A30 (72240) | 𑨰               | anderer Buchstabe, Silbe oder Ideogramm | links nach rechts           | ZANABAZAR SQUARE LETTER SA                      | Dsanabadsar-Quadratschrift-Buchstabe Sa                        |
| U+11A31 (72241) | 𑨱               | anderer Buchstabe, Silbe oder Ideogramm | links nach rechts           | ZANABAZAR SQUARE LETTER HA                      | Dsanabadsar-Quadratschrift-Buchstabe Ha                        |
| U+11A32 (72242) | 𑨲               | anderer Buchstabe, Silbe oder Ideogramm | links nach rechts           | ZANABAZAR SQUARE LETTER KSSA                    | Dsanabadsar-Quadratschrift-Buchstabe Kssa                      |
| U+11A33 (72243) | 𑨳                | Markierung ohne Extrabreite             | Markierung ohne Extrabreite | ZANABAZAR SQUARE FINAL CONSONANT MARK           | Dsanabadsar-Quadratschrift-Finalkonsonantzeichen               |
| U+11A34 (72244) | 𑨴                | Markierung ohne Extrabreite             | Markierung ohne Extrabreite | ZANABAZAR SQUARE SIGN VIRAMA                    | Dsanabadsar-Quadratschrift-Zeichen Virama                      |
| U+11A35 (72245) | 𑨵                | Markierung ohne Extrabreite             | Markierung ohne Extrabreite | ZANABAZAR SQUARE SIGN CANDRABINDU               | Dsanabadsar-Quadratschrift-Zeichen Candrabindu                 |
| U+11A36 (72246) | 𑨶                | Markierung ohne Extrabreite             | Markierung ohne Extrabreite | ZANABAZAR SQUARE SIGN CANDRABINDU WITH ORNAMENT | Dsanabadsar-Quadratschrift-Zeichen Candrabindu mit Ornament    |
| U+11A37 (72247) | 𑨷                | Markierung ohne Extrabreite             | Markierung ohne Extrabreite | ZANABAZAR SQUARE SIGN CANDRA WITH ORNAMENT      | Dsanabadsar-Quadratschrift-Zeichen Candra mit Ornament         |
| U+11A38 (72248) | 𑨸                | Markierung ohne Extrabreite             | Markierung ohne Extrabreite | ZANABAZAR SQUARE SIGN ANUSVARA                  | Dsanabadsar-Quadratschrift-Zeichen Anusvara                    |
| U+11A39 (72249) | 𑨹                | Markierung mit Extrabreite              | links nach rechts           | ZANABAZAR SQUARE SIGN VISARGA                   | Dsanabadsar-Quadratschrift-Zeichen Visarga                     |
| U+11A3A (72250) | 𑨺               | anderer Buchstabe, Silbe oder Ideogramm | links nach rechts           | ZANABAZAR SQUARE CLUSTER-INITIAL LETTER RA      | Haufeninitialer Dsanabadsar-Quadratschrift-Buchstabe Ra        |
| U+11A3B (72251) | 𑨻                | Markierung ohne Extrabreite             | Markierung ohne Extrabreite | ZANABAZAR SQUARE CLUSTER-FINAL LETTER YA        | Haufenfinaler Dsanabadsar-Quadratschrift-Buchstabe Ya          |
| U+11A3C (72252) | 𑨼                | Markierung ohne Extrabreite             | Markierung ohne Extrabreite | ZANABAZAR SQUARE CLUSTER-FINAL LETTER RA        | Haufenfinaler Dsanabadsar-Quadratschrift-Buchstabe Ra          |
| U+11A3D (72253) | 𑨽                | Markierung ohne Extrabreite             | Markierung ohne Extrabreite | ZANABAZAR SQUARE CLUSTER-FINAL LETTER LA        | Haufenfinaler Dsanabadsar-Quadratschrift-Buchstabe La          |
| U+11A3E (72254) | 𑨾                | Markierung ohne Extrabreite             | Markierung ohne Extrabreite | ZANABAZAR SQUARE CLUSTER-FINAL LETTER VA        | Haufenfinaler Dsanabadsar-Quadratschrift-Buchstabe Va          |
| U+11A3F (72255) | 𑨿               | andere Interpunktion                    | links nach rechts           | ZANABAZAR SQUARE INITIAL HEAD MARK              | Öffnende Dsanabadsar-Quadratschrift-Kopfmarke                  |
| U+11A40 (72256) | 𑩀               | andere Interpunktion                    | links nach rechts           | ZANABAZAR SQUARE CLOSING HEAD MARK              | Schließende Dsanabadsar-Quadratschrift-Kopfmarke               |
| U+11A41 (72257) | 𑩁               | andere Interpunktion                    | links nach rechts           | ZANABAZAR SQUARE MARK TSHEG                     | Dsanabadsar-Quadratschrift-Zeichen Tsheg                       |
| U+11A42 (72258) | 𑩂               | andere Interpunktion                    | links nach rechts           | ZANABAZAR SQUARE MARK SHAD                      | Dsanabadsar-Quadratschrift-Zeichen Shad                        |
| U+11A43 (72259) | 𑩃               | andere Interpunktion                    | links nach rechts           | ZANABAZAR SQUARE MARK DOUBLE SHAD               | Dsanabadsar-Quadratschrift-Zeichen Doppelshad                  |
| U+11A44 (72260) | 𑩄               | andere Interpunktion                    | links nach rechts           | ZANABAZAR SQUARE LONG TSHEG                     | Dsanabadsar-Quadratschrift-Zeichen langes Tsheg                |
| U+11A45 (72261) | 𑩅               | andere Interpunktion                    | links nach rechts           | ZANABAZAR SQUARE INITIAL DOUBLE-LINED HEAD MARK | Öffnende, doppellinige Dsanabadsar-Quadratschrift-Kopfmarke    |
| U+11A46 (72262) | 𑩆               | andere Interpunktion                    | links nach rechts           | ZANABAZAR SQUARE CLOSING DOUBLE-LINED HEAD MARK | Schließende, doppellinige Dsanabadsar-Quadratschrift-Kopfmarke |
| U+11A47 (72263) | 𑩇                | Markierung ohne Extrabreite             | Markierung ohne Extrabreite | ZANABAZAR SQUARE SUBJOINER                      | Dsanabadsar-Quadratschrift-Untersetzer                         |